# Salix koreensis
Espèce
Salix koreensis, le Saule de Corée, est une espèce de plantes à fleurs de la famille des Salicaceae. C'est un saule natif de Corée, de Chine et du Japon.

## Synonymie
- Salix dolichostyla Seemen[1] ;
- Salix pierotii Miq.[2].

### Variétés
- Salix koreensis var. brevistyla Y. L. Chou & Skvortzov ;
- Salix koreensis var. koreensis ;
- Salix koreensis var. pedunculata Y. L. Chou ;
- Salix koreensis var. shandongensis C. F. Fang.

## Description
Salix koreensis est un arbre atteignant jusqu'à 20 m de haut, avec une écorce gris sombre, crevassée. Sa couronne est ovale. Les jeunes branches sont brun grisâtre ou brun vert, pubescentes puis glabres. Les bourgeons sont ovales, de 2 à 5 mm de long. Les stipules sont oblique-ovale ou ovale-lancéolé, avec une marge dentée. Le pétiole mesure de 6 à 13 mm, les feuilles sont de lancéolées à ovole-lancéolé ou oblong-lancéolé, de dimensions 6-9(-13) × 1-1.8 cm. Elles sont abaxiales, glauques, pubescentes le long de la nervure centrale ou cotonneuses et soyeuses, devenant glabres. Le chaton mâle est subsessile ou longuement pédonculé, avec de 2 à 5 bractées vert jaunâtre, ovale oblong, les deux faces pileuses et le sommet pointu. La fleur mâle porte deux étamines aux anthères rouges. La fleur femelle est d'ellipsoïde à courtement cylindrique, mesure de 1 à 2 cm. Son pédoncule porte de 3 à 5 folioles, avec des bractées verdâtres ovale oblong ou ovale, les deux faces sont pileuses. La floraison a lieu en mars et la fructification est mature en juin.
L'espèce prospère le long des rivières, les flancs de montagnes humides ou les zones cultivées, du niveau de la mer à 700 m d'altitude. Elle se rencontre dans le Gansu, Hebei, Heilongjiang, Jilin, Liaoning, Nei Mongol, Shaanxi, Shandong  (Japon, Corée, Russie (Extrême-Orient)).
A. K. Skvortsov pense que cette espèce est synonyme de Salix pierotii.